# Дуков Андрій Іванович
Андрій Дуков (рум. Andrei Dukov; нар. 22 грудня 1987, с. Лощіновка, Ізмаїльський р. Одеська обл.) — український і румунський борець вільного стилю, майтер спорту України (2005), заслужений майстер спорту Румунії (2017), срібний та бронзовий призер чемпіонату Європи.

## Біографія
Боротьбою почав займатися з 1997 року. Тренувався у заслуженого тренера України Миколи Стоянова.  Перебував у резерві збірної України з вільної боротьби. З 2009 року виступає за збірну Румунії. Представляє спортивний клуб «Стяуа» (Бухарест).

## Спортивні результати на міжнародних змаганнях

### Виступи на Чемпіонатах світу
| Змагання                        | Збірна  | Вагова категорія          | Місце |
| ------------------------------- | ------- | ------------------------- | ----- |
| Чемпіонат світу з боротьби 2009 | Румунія | вільна боротьба, до 55 кг | 19    |
| Чемпіонат світу з боротьби 2010 | Румунія | вільна боротьба, до 55 кг | 25    |
| Чемпіонат світу з боротьби 2011 | Румунія | вільна боротьба, до 55 кг | 32    |
| Чемпіонат світу з боротьби 2013 | Румунія | вільна боротьба, до 55 кг | 30    |
| Чемпіонат світу з боротьби 2014 | Румунія | вільна боротьба, до 57 кг | 13    |
| Чемпіонат світу з боротьби 2017 | Румунія | вільна боротьба, до 57 кг | 16    |
| Чемпіонат світу з боротьби 2018 | Румунія | вільна боротьба, до 57 кг | 21    |

### Виступи на Чемпіонатах Європи
| Змагання                         | Збірна  | Вагова категорія          | Місце  |
| -------------------------------- | ------- | ------------------------- | ------ |
| Чемпіонат Європи з боротьби 2010 | Румунія | вільна боротьба, до 55 кг | 5      |
| Чемпіонат Європи з боротьби 2011 | Румунія | вільна боротьба, до 55 кг | 19     |
| Чемпіонат Європи з боротьби 2012 | Румунія | вільна боротьба, до 55 кг | 11     |
| Чемпіонат Європи з боротьби 2013 | Румунія | вільна боротьба, до 55 кг | 11     |
| Чемпіонат Європи з боротьби 2014 | Румунія | вільна боротьба, до 57 кг | 5      |
| Чемпіонат Європи з боротьби 2016 | Румунія | вільна боротьба, до 57 кг | Бронза |
| Чемпіонат Європи з боротьби 2017 | Румунія | вільна боротьба, до 57 кг | Срібло |
| Чемпіонат Європи з боротьби 2018 | Румунія | вільна боротьба, до 57 кг | 14     |
| Чемпіонат Європи з боротьби 2019 | Румунія | вільна боротьба, до 57 кг | 5      |
| Чемпіонат Європи з боротьби 2020 | Румунія | вільна боротьба, до 57 кг | 8      |

### Виступи на Європейських іграх
| Змагання              | Збірна  | Вагова категорія          | Місце |
| --------------------- | ------- | ------------------------- | ----- |
| Європейські ігри 2015 | Румунія | вільна боротьба, до 57 кг | 14    |
| Європейські ігри 2019 | Румунія | вільна боротьба, до 57 кг | 12    |

### Виступи на Чемпіонатах світу серед військовослужбовців
| Змагання                                                  | Збірна  | Вагова категорія          | Місце |
| --------------------------------------------------------- | ------- | ------------------------- | ----- |
| Чемпіонат світу з боротьби серед військовослужбовців 2016 | Румунія | вільна боротьба, до 57 кг | 11    |
| Чемпіонат світу з боротьби серед військовослужбовців 2017 | Румунія | вільна боротьба, до 57 кг | 5     |

### Виступи на Всесвітніх іграх військовослужбовців
| Змагання                                | Збірна  | Вагова категорія          | Місце  |
| --------------------------------------- | ------- | ------------------------- | ------ |
| Всесвітні ігри військовослужбовців 2019 | Румунія | вільна боротьба, до 57 кг | Срібло |

### Виступи на інших змаганнях
| Змагання                                                        | Збірна  | Вагова категорія          | Місце  |
| --------------------------------------------------------------- | ------- | ------------------------- | ------ |
| Турнір Дана Колова — Николи Петрова 2010                        | Румунія | вільна боротьба, до 55 кг | Бронза |
| Гран-прі Німеччини з боротьби 2010                              | Румунія | вільна боротьба, до 55 кг | 9      |
| Турнір міста Сассарі з боротьби 2011                            | Румунія | вільна боротьба, до 55 кг | Срібло |
| Гран-прі Іспанії з боротьби 2011                                | Румунія | вільна боротьба, до 60 кг | 11     |
| Меморіал Іона Корнеану 2011                                     | Румунія | вільна боротьба, до 55 кг | Золото |
| Турнір Дана Колова — Николи Петрова 2012                        | Румунія | вільна боротьба, до 55 кг | Бронза |
| Олімпійський кваліфікаційний турнір з боротьби 2012 (Софія)     | Румунія | вільна боротьба, до 55 кг | Бронза |
| Олімпійський кваліфікаційний турнір з боротьби 2012 (Тайюань)   | Румунія | вільна боротьба, до 55 кг | 5      |
| Олімпійський кваліфікаційний турнір з боротьби 2012 (Гельсінкі) | Румунія | вільна боротьба, до 55 кг | 10     |
| Меморіал Іона Корнеану 2012                                     | Румунія | вільна боротьба, до 60 кг | Срібло |
| Турнір Дана Колова — Николи Петрова 2013                        | Румунія | вільна боротьба, до 55 кг | Срібло |
| Турнір Чорного моря 2013                                        | Румунія | вільна боротьба, до 55 кг | Бронза |
| Гран-прі Німеччини з боротьби 2013                              | Румунія | вільна боротьба, до 55 кг | Срібло |
| Меморіал Іона Корнеану 2013                                     | Румунія | вільна боротьба, до 55 кг | Золото |
| Меморіал Вацлава Циолковського 2013                             | Румунія | вільна боротьба, до 55 кг | 10     |
| Всесвітні ігри бойових мистецтв 2013                            | Румунія | вільна боротьба, до 55 кг | Срібло |
| Кубок Тахті 2014                                                | Румунія | вільна боротьба, до 57 кг | 26     |
| Турнір Дана Колова — Николи Петрова 2014                        | Румунія | вільна боротьба, до 57 кг | Бронза |
| Гран-прі Німеччини з боротьби 2014                              | Румунія | вільна боротьба, до 57 кг | 5      |
| Турнір Яшара Догу 2015                                          | Румунія | вільна боротьба, до 57 кг | 14     |
| Турнір Дана Колова — Николи Петрова 2015                        | Румунія | вільна боротьба, до 57 кг | Бронза |
| Турнір Яшара Догу 2016                                          | Румунія | вільна боротьба, до 57 кг | 9      |
| Олімпійський кваліфікаційний турнір з боротьби 2016 (Зренянин)  | Румунія | вільна боротьба, до 57 кг | 9      |
| Кубок Європейських націй з боротьби 2016                        | Румунія | команда                   | 6      |
| Турнір Дана Колова — Николи Петрова 2017                        | Румунія | вільна боротьба, до 57 кг | Срібло |
| Меморіал Вацлава Циолковського 2017                             | Румунія | вільна боротьба, до 57 кг | 14     |
| Меморіал Іона Корнеану і Ладислава Сімона 2017                  | Румунія | вільна боротьба, до 61 кг | 5      |
| Турнір Дана Колова — Николи Петрова 2018                        | Румунія | вільна боротьба, до 57 кг | 10     |
| Турнір Алі Алієва 2018                                          | Румунія | вільна боротьба, до 57 кг | 7      |
| Відкритий чемпіонат Польщі з боротьби 2018                      | Румунія | вільна боротьба, до 57 кг | 6      |
| Меморіал Іона Корнеану і Ладислава Сімона 2018                  | Румунія | вільна боротьба, до 57 кг | Золото |
| Турнір Дана Колова — Николи Петрова 2019                        | Румунія | вільна боротьба, до 57 кг | 14     |
| Чемпіонат Румунії з боротьби 2020                               | Румунія | вільна боротьба, до 61 кг | Срібло |
| Київський Міжнародний турнір з боротьби 2021                    | Румунія | вільна боротьба, до 61 кг | 17     |